# Snesudden
Snesudden is een gehucht binnen de Zweedse gemeente Jokkmokk. Het is gelegen aan een meer met de algemene naam Holmträsket in het niemandsland. In Snesudden ligt een camping aan het meer. Via een omweg kan men het nog kleinere Norra Snesudden bereiken.
Bestuurscentrum: Jokkmokk (tätort)
Tätort: Porjus · Vuollerim
Småort: Kåbdalis · Mattisudden · Murjek
Overig: Årrenjarka · Framnäs · Kåikul · Kalludden · Kittajaur · Kitteludden · Kuouka · Kuorpak · Kvikkjokk · Messaure · Nautijaur · Njavve · Padjerim · Porsi · Randijaur · Snesudden · Storbacken · Sudok · Tårrajaur · Tjåmotis · Vajkijaur